# Гулиев, Джеби Гусейн оглы
Джеби Гусейн оглы Гулиев (азерб. Cəbi Hüseyn oğlu Quliyev; род. 29 августа 1990, Агбулаг, Нахичеванская Автономная Республика) — государственный и политический деятель. Депутат Милли Меджлиса Азербайджанской Республики VI созывов, член комитета по делам молодежи и спорта, член комитета по правовой политике и государственному строительству Милли Меджлиса.

## Биография
Родился Джеби Гулиев 30 августа 1990 года в селе Агбулаг Шахбузского района, Нахичеванской Автономной Республики, республики Азербайджан. С 2008 по 2012 годы проходил обучение на факультете международных отношений в Нахичеванском государственном университете (НГУ). С 2012 по 2013 годы проходил действительную военную службу в Вооруженных силах Азербайджана. С 2013 по 2015 годы получал степень магистра по истории международных отношений в Нахичеванском государственном университете.
С 2013 по 2014 годы Джеби Гулиев работал старшим лаборантом на кафедре гуманитарных наук в Нахичеванском университете, а с 2014 по 2018 годы трудился ведущим инструктором и главным инструктором в Нахичеванской городской организации партии «Новый Азербайджан».
С 2016 года Джеби Гулиев — преподаватель Нахичеванского государственного университета, с 2017 года — диссертант этого университета. В феврале-марте 2017 года прошёл педагогическую практику в Университете Чанкыра Турецкой Республики. С 6 сентября 2018 года является председателем Молодёжного фонда Нахичеванской Автономной Республики.
С ноября 2019 года является членом правления и членом политического совета партии «Новый Азербайджан» по Нахичеванской Автономной Республике.
На выборах в Национальное собрание Азербайджана VI созыва, которые прошли в 9 февраля 2020 года, баллотировался по Ордубад-Джульфинскому избирательному округу № 7. По итогам выборов одержал победу и получил мандат депутата Милли Меджлиса Азербайджанской Республики. С 10 марта 2020 года приступил к депутатским обязанностям. Является членом комитета по делам молодежи и спорта, а также членом комитета по правовой политике и государственному строительству.
Женат, воспитывает ребёнка.